# Khlong

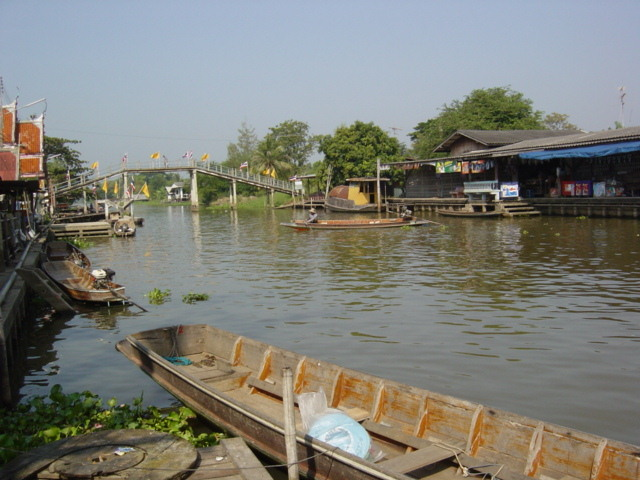
Khlong in der Nähe von Bangkok

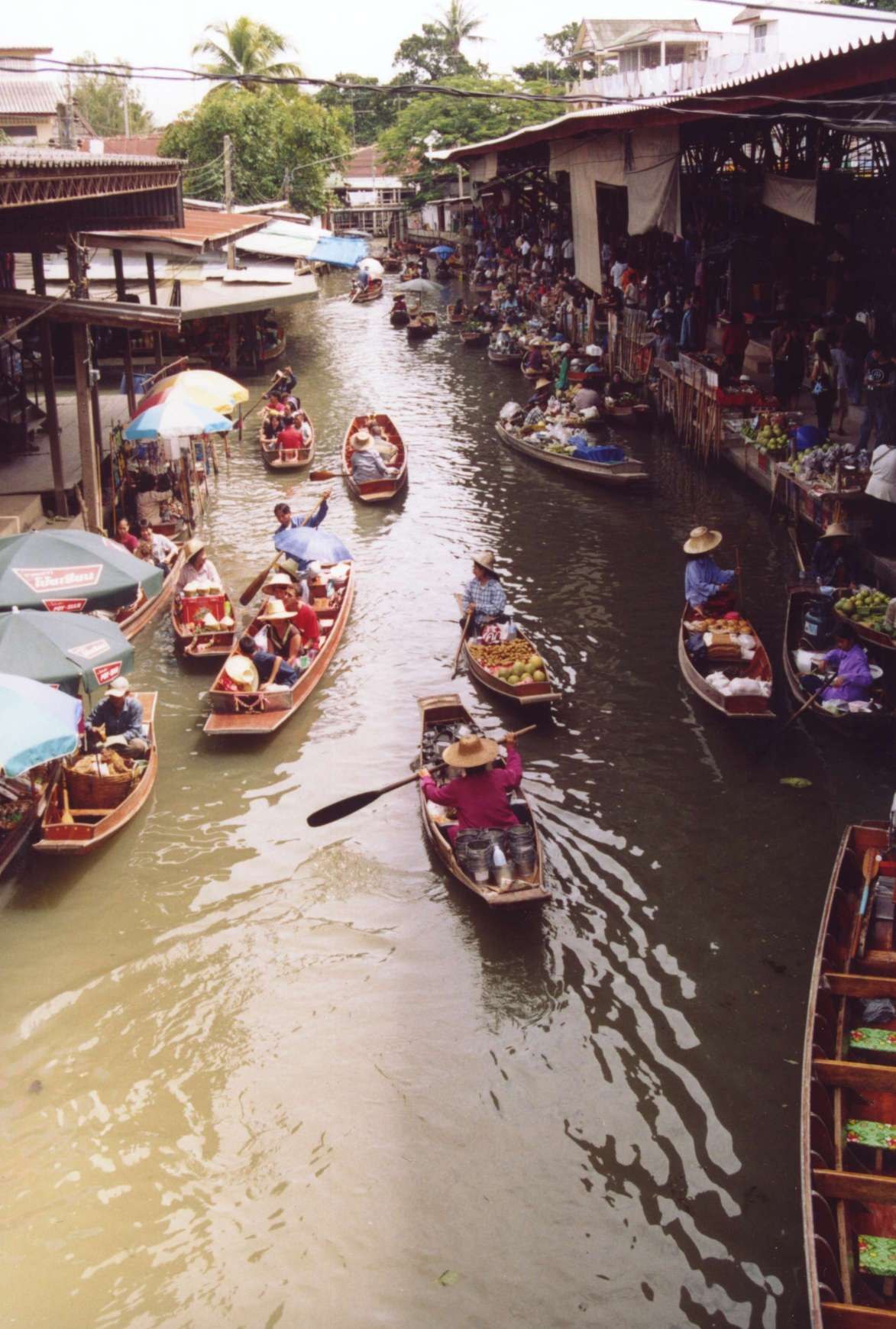
Schwimmender Markt in Damnoen Saduak

Als Khlong (auch: Klong; Thai: คลอง) werden die Kanäle bezeichnet, die in der Zentralebene Thailands als Transportweg dienen. Insbesondere in der Hauptstadt Bangkok dienten sie jahrhundertelang als Weg zur Arbeit, als schwimmender Marktplatz und letztlich zur Entsorgung der Fäkalien.
Im Rahmen von Baumaßnahmen wurden einige Khlongs zugeschüttet, dies führte unter anderem zu  besseren, hygienischeren Verhältnissen in den Stadtteilen. Hauptsächlich wurden aber die kleinen Khlongs die zur Fäkalienentsorgung genutzt wurden, zugeschüttet und durch Abwasserrohre ersetzt. Im Stadtteil Thonburi und restlichen Bangkok gibt es noch einige größere Khlongs.
Obwohl im dicht besiedelten Thailand jeder Khlong bewohnt ist, spielen die Khlongs nur eine unwesentliche wirtschaftliche Rolle – der Tourismus ist als größter Faktor zu sehen. Entlang der Khlongs gibt es viele Töpfereien, Lotus- bzw. Orchideenfarmen, welche man mit einer Bootsfahrt besichtigen kann. Die in früherer Zeit üblichen „schwimmenden Märkte“ (Thai: Talat Nam) existieren heutzutage kaum noch, der einzig große, in Damnoen Saduak 100 km von Bangkok gelegene schwimmende Markt wird fast ausschließlich von Touristen besucht. Ein weiterer schwimmender Markt befindet sich in Amphawa. Dieser ist nur am Wochenende geöffnet.